# 日経平均株価
日経平均株価（にっけいへいきんかぶか、英語: Nikkei stock average）は、日本経済新聞社が算出・公表している日本の株式市場の代表的な株価指数の一つ。単に日経平均や日経225（にっけいにひゃくにじゅうご、にっけいにーにーご）とも呼ばれる。英語圏の報道機関では「Nikkei 225」と表記される。
日本の株価指標としては東証株価指数 (TOPIX) と並んで普及している。最も知名度の高い株式指標であるため、純粋に民間企業が作成している経済指標でありながら、日本国政府の経済統計としても使われている。

## 概要
日経平均株価は、東京証券取引所プライム市場（2022年4月1日までは第一部）に上場する約2,000銘柄の株式のうち取引が活発で流動性の高い225銘柄を、日本経済新聞社が選定し算出する。東京証券取引所が第二次世界大戦後再開した1949年5月16日時点での採用銘柄の単純平均株価176円21銭 からスタートしたダウ式平均株価 であったが、2005年6月7日に算出方法が大きく変わりみなし額面方式となり、2021年10月1日から株価換算係数方式になり、現在はダウ式平均株価ではない。 
長崎に原爆が投下された1945（昭和20）年8月9日、当時の大蔵省（後の財務省）により全国証券市場の臨時休業が発表され、この8月9日が事実上最後の日本証券取引所での取引となり、翌10日から立会は停止された。1949年5月16日に株式売買が再開され、日経平均株価の初値は176円21銭であった。
銘柄数は、当初227であったが、1950年6月から225とされた。売買高が多い銘柄を全業種からバランスよく選んだ結果、225銘柄になったとされている。
東京証券取引所が開いており株式の取引できる、平日の午前9時から午前11時30分（前場）と、午後0時30分から午後3時まで（後場）の時間帯で定義される。日本の株式市場の開いている平日の毎日更新される（年末年始期間の12月31日から1月3日を除く）。5秒毎（2017年以降）に算出し公表する。銘柄は業種のバランスなども考慮しながら、定期的に見直される。株式分割などの際も連続性を保つようにしている（#採用銘柄ルールを参照）。
日経平均を使用した金融商品は、ETF・投資信託・先物（日経225先物取引、日経225オプション取引ほか）など、世界中で多数発売されている。
また、日経平均株価を東証株価指数で割った値を「NT倍率」という（詳しくは東証株価指数#日経平均株価との関係を参照）。
2024年2月22日、日経平均は日中高値39,156.97に達し、39,098.68で取引を終え、ついに1989年の史上最高値を超え、日本の資産価格バブル以来の重要な節目となった。 2024年3月4日、同指数は日中取引で史上初めて40,000を超えた。

## 沿革
- 1950年9月7日 - 東京証券取引所が現在の算出方式（修正平均株価）で計算を開始[9]（名称は「東証第1部修正平均株価」。取引所再開時の1949年5月16日までさかのぼって算出。）。
- 1969年7月1日 - 東京証券取引所が東証株価指数の公表を開始。
- 1970年
  - 6月30日 - 東京証券取引所が修正平均株価の公表を打ち切り。
  - 7月1日 - 日本経済新聞社が指数の算出・公表を引き継ぎ。
- 1971年7月1日 - 日本短波放送（現・日経ラジオ社=ラジオNIKKEI）が「NSB225種平均株価」の名称で公表を開始。
- 1975年5月1日 - 日本経済新聞社とダウ・ジョーンズが提携し、「日経ダウ平均株価」と名称を変更。
- 1985年
  - 5月1日 - 「日経平均株価」と名称を変更（日経ダウ平均を指標とする金融指標先物取引実施の動きに対し、デリバティブに否定的な立場だったダウ・ジョーンズが難色を示したため）。
  - 10月1日 - 公表値の更新頻度が1分毎になる。
- 1986年9月3日 - シンガポール国際金融取引所（現・シンガポール証券取引所）にて日経平均先物取引開始。
- 1988年9月3日 - 大阪証券取引所にて日経225先物取引取引開始。
- 1989年
  - 6月12日 - 大阪証券取引所にて日経225オプション取引開始。
  - 12月29日 - ザラ場 38957.44円、終値38915.87円を記録。この記録は34年以上破られなかった[10][11]。
- 1990年
  - 9月25日 - シカゴ・マーカンタイル取引所にて米ドル建ての日経225先物の取引開始。
  - 10月1日 - バブル期の高値からわずか9か月で一時2万円割れ。バブル崩壊へ。
- 2000年4月24日 - 30銘柄にも及ぶ大量の入れ換えを実施。物議を醸す（詳細は後述）。
- 2001年
  - 7月13日 - 東京証券取引所、大阪証券取引所に日経平均の上場投資信託が上場。
  - 9月12日 - アメリカ同時多発テロ事件翌日、1984年以来の1万円割れ。
- 2004年2月23日 - シカゴ・マーカンタイル取引所にて円建ての日経225先物の取引開始。
- 2005年6月7日 - この日以後、増資などがあった際の算出株価が、それまでの分母修正方式=ダウ式から、みなし額面を修正する独自の分子修正方式に変更された。
- 2006年
  - 7月18日 - 大阪証券取引所にて日経225mini取引開始。
  - 8月14日 - 首都圏で発生した大規模停電の影響を受け、日中に算出停止のトラブル（1970年以来初）[12]。
- 2009年3月10日 - バブル期以後での終値の最安値（終値 7,054.98円）。
- 2010年1月4日 - 公表値の更新頻度が1分毎から15秒毎になる。
- 2017年7月18日 - 公表値の更新頻度が15秒毎から5秒毎になる。
- 2021年10月1日 - みなし額面方式から株価換算係数方式に切り替えた。
- 2024年
  - 2月22日 - 34年ぶりに最高値を更新[10]（ザラ場 39,156.97円、終値 39,098.68円[13]）。
  - 3月4日 - 日経平均株価が初の4万円台の値を付ける（ザラ場約40,300.00円、終値40,109.23円）。
  - 8月6日 - 8月5日の急落から一転、取引時間中としては過去最大の上げ幅となる3,453.38円を記録。

## 特徴

### 採用銘柄ルール
1991年9月までは、算出対象銘柄は非常に単純であった。すなわち、「裁量的な銘柄の入れ替えはせず、採用銘柄が倒産したり合併されて消滅した場合にのみ銘柄を補充して225銘柄にする」というものである。1970年の富士製鉄除外から1990年11月の三菱鉱業セメント除外まで、このルールに沿っている。唯一の例外措置は、1987年4月の日本電信電話上場時で、超大型株であったことから特例的に採用され、このためにオーミケンシが除外された。
1990年ごろから、株価指数先物取引の存在が大きくなり、現物と先物の間のさや取りが行われ始めた。先物を1単位売り、現物の225銘柄を全部1単位ずつ買う、といった手法である。この場合、225銘柄のうち、発行済株式総数の少ない銘柄は、この現物先物間の裁定取引や、日経平均連動型投信からの買いのために、まったく想定されていないほどの品薄株となり、本来の企業価値とは著しく乖離した株価になった。また、この高株価・品薄株は、日経平均への寄与度が異様に高まってしまい、これらの銘柄の価格に日経平均が振り回され始めた。そのために、「採用銘柄が空いたら補充する」というルールに「著しく流動性を欠く銘柄は除外し、その分他銘柄を補充する」というルールが追加された。このルールに沿い、1991年10月に台糖、片倉工業、帝国繊維、松坂屋、松竹、東宝が、1992年10月に合同酒精、大東紡織、髙島屋が業績とは関係なく、流動性が低いという理由で除外され、他銘柄が補充された。
また「採用銘柄が非採用銘柄に吸収合併された場合は除外して他銘柄を補充」となっていたが、継続性重視の意味から、この例は、新会社をそのまま継続採用すること、と変更された。
しかし、それ以外は特段に変更はなく、一度採用された銘柄は、ずっと採用され続けていた。このために、新陳代謝、世代交代はなく、いわゆるオールド・エコノミーの銘柄が多くを占め続けた。そのために、日経平均株価は、市場全体との体感がずれていった。
2000年4月24日に、この問題を解消しようと、採用銘柄を30銘柄入れ替えた。この際に、発表から実施までタイムラグが1週間あり、除外30銘柄が売り浴びせられる一方、新採用30銘柄が買い込まれて高騰した後に指数採用となったため、大きな不連続性が発生した。しかも、この時に除外される銘柄の多くは低位株、新採用の銘柄の多くは値がさ株だった。そのため、現物株を買い付ける日経平均連動型投資信託（インデックスファンド）は、除外銘柄を売却しただけでは新採用銘柄を買い付ける資金が足りず、追加資金捻出のため、全銘柄を等株売却して買付資金の差額分を捻出する必要があった。これらの動きが複合した結果、最終的に日経平均株価は「銘柄入れ替え」が原因で、約15%も指数が下落してしまった。当時の大蔵省や経済白書では、これをもって日経平均株価の不連続性を認めている。以上の経緯のために、入れ替え以前の数字との単純な比較ができなくなっている。この反省から、2001年以降は、毎年9月から10月に日経平均株価の構成銘柄を1～3銘柄ほど、定期的に入れ替えるようになっている。
2022年10月の定期入れ替えよりルールが改定され、「ウエートキャップ」を導入して一定の比率を超えた銘柄のウエイトを軽減する措置が取られるとともに（2023年10月見直しで11%、2024年10月見直しで10%）、見直しは4月と10月の年2回上限各3銘柄に変更された。
採用の事業会社が持ち株会社の傘下に入る形になる形態変更では、採用は継続される。この場合、事業会社除外時と、それを埋める持ち株新会社採用時に時間的な隙ができて、数日間225銘柄より少なくなる時がある。たとえば、2010年3月29日から4月2日までは「223銘柄」で計算された。また、一度は外れた三井東圧の流れを汲む三井化学は2005年5月に、高島屋も2001年3月に、東宝も2006年10月に再度採用され返り咲きしている。

### 旧大証銘柄
2013年1月4日に、東京証券取引所（東証）と大阪証券取引所（大証）が経営統合して、両取引所を傘下に置く持株会社日本取引所グループ (JPX) が発足したが、大型銘柄であるにもかかわらず旧・大阪証券取引所での取引が中心であった銘柄は、長らく日経平均株価に組み込まれていなかった。
東証・大証が2013年7月に市場統合した当初から「今後は旧大証を取引の中心としていた銘柄も選定される可能性がある」とされており、市場統合より6年経った2019年3月18日にオムロンが初めて採用された。その後、2021年10月1日からは任天堂・村田製作所・キーエンスが採用、2022年には臨時入替でオリックス、定時入替で日本電産（現・ニデック）が立て続けに採用されている。
これは従来これら値嵩株が採用されることにより、指数インパクトや入れ替えに伴うインデックスファンドの売買の影響が大きくなることを懸念して採用が見送られてきた銘柄が、組入時のウエイトが1％未満になるよう調整する株価換算係数を2021年9月に導入したことにより、大型株の採用が容易になったためである。

### 商標登録
日本経済新聞社は、「株式市況に関する情報の提供，金融に関する評価，金融分析，財務情報の提供，金融市況に関する情報の提供，外為市況に関する情報の提供」を指定役務として、「日経平均」（登録番号第3047435号）、を商標登録するほか、「印刷物」などを指定商品として、「日経平均」（登録番号第2544995号）、「日経平均株価」（登録番号第2569182号）を商標登録している。
このため、日経グループ以外の他メディア（全国紙、地方紙、専門紙、NHK、民間放送など）では、1970年6月以前の東証が算出していた時代の流れや商標権の兼ね合いから「東証平均株価」「東京株式市場の平均株価」などと表現していたが、現在は「日経平均株価」と表現している。

## 株価換算係数方式
日経平均株価＝Σ（株価×株価換算係数）÷除数
東証株価指数（TOPIX）やアメリカのS&P500などの多くの株価指数は時価総額加重平均型株価指数の浮動株基準株価指数となっており、浮動株の時価総額で重み付けをして、株価指数を計算している。それに対して、日経平均株価は
- 2005年6月～2021年10月 - みなし額面で換算した株価の平均
- 2021年10月より - 株価×株価換算係数の平均

となっている。
株価換算係数は、以下のように決める。
- 新規採用銘柄は、基本は 1.0 とし、1.0 とすると株価合計の1%を超えている場合は、1% を下回るように株価換算係数を決め、株価換算係数が 0.1 の倍数になるように小数点第2位以下を切り捨てる。
- 2021年10月より前に採用された銘柄は、50円÷みなし額面とする。例えばソフトバンクグループは 6.0 になる[18][19]。

2021年10月より前に採用された銘柄の比重は変わっておらず、一部の銘柄は構成比率が高いままである。
| 銘柄                                              | 構成比率 | 累計   |
| ------------------------------------------------- | -------- | ------ |
| ファーストリテイリング                            | 11.84%   | 11.84% |
| 東京エレクトロン                                  | 6.55%    | 18.39% |
| アドバンテスト                                    | 4.49%    | 22.88% |
| ソフトバンクグループ                              | 4.27%    | 27.15% |
| 信越化学工業                                      | 2.72%    | 29.87% |
| TDK                                               | 2.50%    | 32.37% |
| KDDI                                              | 2.49%    | 34.86% |
| リクルートホールディングス                        | 2.30%    | 37.16% |
| 中外製薬                                          | 1.87%    | 39.03% |
| テルモ                                            | 1.82%    | 40.85% |
| 2024年8月30日時点。累計は上位を順番に足したもの。 |          |        |

除数は銘柄入れ替え時に連続性を保つように更新する。
翌日の除数＝当日の除数×Σ翌日構成銘柄の翌日用基準価格÷Σ当日構成銘柄の当日終値採用価格

### みなし額面
株式の額面制度は2001年の商法改正で廃止されたが、日経平均では各銘柄について「みなし額面」を定めている。株価は市場価格をそのまま用いず、みなし50円額面に換算して計算している。大半の「みなし額面」は50円だが、株式分割または株式併合の影響で、これが50円にならない例もある。日本経済新聞社では、みなし額面一覧を公表している。

### みなし額面方式の問題点
基本的に225銘柄の単純平均なので、値嵩株の影響を強く受ける。日経平均株価が東京証券取引所全体の動きを反映していない「歪んだ株価指数である」という見方により、世界の投資家は日経平均株価ではなく、東証株価指数を重視している。
特に、ファーストリテイリング1社の値動きが日経平均株価指数全体の構成比率は、2023年4月14日で11.72％を占め、さらに株価寄与度上位のKDDI・ファナック・ソフトバンクグループ・京セラを入れると、2016年では株価指数全体の20％を占めることになる。一方、時価総額が最大のトヨタ自動車の指数影響度が2％以下に留まっているなど、5社の株価銘柄の値動きが過度に影響を及ぼしており、そのため日経平均株価は「5桁クラブ」「ユニクロ指数」とも呼ばれ、あくまで「スーパー企業の成績表」であり、日本の株式市場全体の動きを反映していないとの批判がある。

## 構成銘柄除外および採用の歴史
ここに記載されている社名はいずれも当時のもの。
- ＊は合併、経営統合に伴う銘柄の変更によるもの。
- △は上に伴わない上場廃止基準（倒産や株式公開買付け）によるもの。
- ↓は東証二部またはスタンダード市場への降格（指定替え）によるもの。

| 年     | 除外 | 採用 |
| ------ | --- | --- |
| 1970年 | ＊富士製鉄 | 沖電気工業 |
| 1971年 | ＊三菱江戸川化学、△大映 | 湯浅電池、富士通 |
| 1972年 | ＊明治商事、＊汽車製造、＊国策パルプ工業 | 大隈鉄工所、髙島屋、住友商事 |
| 1975年 | △興人、＊鉄興社 | 鉄建建設、大和ハウス工業 |
| 1978年 | 日華油脂、△北海道炭礦汽船、△チッソ | 日本信販、日興證券、野村證券 |
| 1979年 | 大日本精糖、＊日本パルプ工業 | トヨタ自動車販売、リコー |
| 1980年 | 明治製糖 | 三光汽船 |
| 1982年 | ＊トヨタ自動車販売、△秋木工業 | 日本電装、住友電気工業 |
| 1984年 | △リッカー | 大日本製薬 |
| 1985年 | △三光汽船 | 山之内製薬 |
| 1986年 | ＊丸善石油 | 全日本空輸 |
| 1987年 | オーミケンシ | 日本電信電話 |
| 1989年 | ＊ジャパンライン | 川崎重工業 |
| 1990年 | ＊三菱鉱業セメント | パイオニア |
| 1991年 | 東宝、松竹、松坂屋、帝国繊維、片倉工業、台湾製糖 | 山九、日商岩井、トーメン、トピー工業、住友重機械工業、熊谷組 |
| 1992年 | ＊日本ステンレス、髙島屋、大東紡績、合同酒精 | 青木建設、西華産業、ミネベア、間組 |
| 1993年 | ＊山陽国策パルプ、△日活 | 井関農機、塩野義製薬 |
| 1995年 | 日本毛織 | 丸井 |
| 1996年 | ＊東京銀行、＊本州製紙 | 中部電力、三和銀行 |
| 1997年 | ＊三井東圧化学 | 東洋ゴム工業 |
| 1998年 | 明治海運、＊日本セメント | 国際電信電話、あさひ銀行 |
| 1999年 | ＊ナビックスライン、＊三菱石油 | クラリオン、NTTデータ |
| 2000年 | ＊三井信託銀行、三井倉庫、山九、丸善、岩谷産業、西華産業、日本ピストンリング、東京製綱、昭和電線電纜、志村化工、三菱製鋼、日本電工、日本冶金工業、日本金属工業、品川白煉瓦、ノリタケカンパニーリミテド、日本カーボン、東洋ゴム工業、日本油脂、旭電化工業、日本合成化学工業、日本化学工業、日本カーバイド工業、ラサ工業、東邦レーヨン、富士紡績、ホーネンコーポレーション、日本甜菜製糖、住友石炭鉱業、三井鉱山、ニチロ、東燃、＊富士銀行、＊第一勧業銀行、＊日本興業銀行、国際電信電話、日本証券金融、鉄建建設 | 大和証券グループ本社、NTTドコモ、第二電電、東日本旅客鉄道、住友海上火災保険、安田信託銀行、住友信託銀行、静岡銀行、東海銀行、大和銀行、日本興業銀行、ジャスコ、イトーヨーカ堂、セブン-イレブン・ジャパン、東京エレクトロン、富士重工業、三菱自動車工業、松下電工、太陽誘電、京セラ、ファナック、カシオ計算機、アドバンテスト、松下通信工業、ミツミ電機、TDK、テルモ、エーザイ、第一製薬、花王、日本たばこ産業、資生堂、新光証券、東洋信託銀行、横浜銀行、アルプス電気、セコム、＊みずほホールディングス |
| 2001年 | ＊日本製紙、＊東洋信託銀行、＊三菱信託銀行、＊東海銀行、＊三和銀行、＊東京三菱銀行、＊さくら銀行、＊住友海上火災保険、京浜急行電鉄、井関農機、△新潟鐵工所、＊大和銀行、青木建設 | 日本航空、ヤマト運輸、クレディセゾン、髙島屋、＊日本ユニパックホールディング、＊UFJホールディングス、＊三菱東京フィナンシャルグループ、西日本旅客鉄道、藤沢薬品工業、積水ハウス、住友不動産、ダイキン工業、＊大和銀ホールディングス |
| 2002年 | ＊あさひ銀行、△佐藤工業、フジタ、＊ジャパンエナジー、＊川崎製鉄、＊NKK、＊日本航空、＊松下通信工業、極洋、飛島建設 | 千葉銀行、日本コムシス、トレンドマイクロ、オリンパス光学工業、伊勢丹、三井トラスト・ホールディングス、CSK、＊JFEホールディングス、＊新日鉱ホールディングス、＊日本航空システム |
| 2003年 | ＊日本コムシス、ハザマ、東亜建設工業 | 日揮、＊コムシスホールディングス、コナミ |
| 2004年 | メルシャン、不二越、日本車輌製造 | ソフトバンク、電通、日本ハム |
| 2005年 | ＊東急百貨店、＊山之内製薬、＊藤沢薬品工業、△カネボウ、＊セブンイレブン・ジャパン、＊イトーヨーカ堂、森永製菓、＊三菱化学、＊UFJホールディングス、＊第一製薬、＊三共 | ＊アステラス製薬、中外製薬、ヤフー、三井化学、＊セブン&アイ・ホールディングス、ファーストリテイリング、新生銀行、スカイパーフェクト・コミュニケーションズ、T&Dホールディングス、＊三菱ケミカルホールディングス、＊第一三共 |
| 2006年 | ＊帝国石油、＊トーメン、東映、日本製粉 | ＊豊田通商、＊国際石油開発帝石ホールディングス、東宝、東急不動産 |
| 2007年 | ＊スカイパーフェクト・コミュニケーションズ、日清オイリオグループ、トピー工業 | ＊スカパーJSAT、J.フロント リテイリング、SUMCO |
| 2008年 | ＊日興コーディアルグループ、＊三越、＊伊勢丹、＊三井住友海上火災保険、＊三菱UFJニコス、熊谷組、東亞合成 | ふくおかフィナンシャルグループ、ユニー、＊三越伊勢丹ホールディングス、＊三井住友海上グループホールディングス、松井証券、大平洋金属、日立建機 |
| 2009年 | ＊明治製菓、＊明治乳業 | ＊明治ホールディングス、マルハニチロホールディングス |
| 2010年 | △日本航空、＊新日本石油、＊新日鉱ホールディングス、＊損害保険ジャパン、＊三菱レイヨン、クラリオン | 東海旅客鉄道、日新製鋼、＊JXホールディングス、＊NKSJホールディングス、日本電気硝子、東京建物 |
| 2011年 | ＊三洋電機、＊パナソニック電工、＊住友信託銀行、＊みずほ信託銀行、＊みずほ証券、＊CSK | 安川電機、大日本スクリーン製造、第一生命保険、あおぞら銀行、ソニーフィナンシャルホールディングス、アマダ |
| 2012年 | ＊住友金属工業、＊日新製鋼、＊日本軽金属 | トクヤマ、＊日新製鋼ホールディングス、＊日本軽金属ホールディングス |
| 2013年 | ＊東急不動産、三菱製紙 | 日東電工、＊東急不動産ホールディングス |
| 2014年 | ＊マルハニチロホールディングス | ＊マルハニチロ |
| 2015年 | 平和不動産、日東紡績 | ディー・エヌ・エー、長谷工コーポレーション |
| 2016年 | ＊横浜銀行、↓シャープ、＊ユニーグループ・ホールディングス、日本曹達 | ＊コンコルディア・フィナンシャルグループ、ヤマハ発動機、＊ファミリーマート、楽天 |
| 2017年 | ＊ミツミ電機、↓東芝、北越紀州製紙、明電舎 | 大塚ホールディングス、セイコーエプソン、リクルートホールディングス、日本郵政 |
| 2018年 | 古河機械金属、＊日新製鋼 | サイバーエージェント、DIC |
| 2019年 | △パイオニア、＊昭和シェル石油、↓千代田化工建設、東京ドーム | オムロン、＊出光興産、バンダイナムコホールディングス、エムスリー |
| 2020年 | △ソニーフィナンシャルホールディングス、日本化薬、△ファミリーマート、△NTTドコモ | 日本取引所グループ、ソフトバンク、ネクソン、シャープ |
| 2021年 | 日清紡ホールディングス、東洋製缶グループホールディングス、スカパーJSATホールディングス、＊日本通運 | キーエンス、村田製作所、任天堂 |
| 2022年 | ↓新生銀行、＊静岡銀行、ユニチカ、沖電気工業、マルハニチロ | ＊NIPPON EXPRESSホールディングス、オリックス、日本電産、HOYA、SMC、＊しずおかフィナンシャルグループ |
| 2023年 | 東洋紡、日本軽金属ホールディングス、東邦亜鉛、日本板硝子、三井E&S、松井証券 | オリエンタルランド、ルネサスエレクトロニクス、日本航空、メルカリ、レーザーテック、ニトリホールディングス |
| 2024年 | 宝ホールディングス、住友大阪セメント、大平洋金属、日本製紙、DIC | ZOZO、ディスコ、ソシオネクスト、野村総合研究所、良品計画 |
| 2025年 | 三菱倉庫、△NTTデータグループ | ベイカレント、ローム |

## 構成銘柄一覧
日本経済新聞社のホームページに一覧がある。

### 食品（10銘柄）
| 証券コード | 銘柄                           | 備考 |
| ---------- | ------------------------------ | ---- |
| 2002       | 日清製粉グループ本社           |      |
| 2269       | 明治ホールディングス           |      |
| 2282       | 日本ハム                       |      |
| 2501       | サッポロホールディングス       |      |
| 2502       | アサヒグループホールディングス |      |
| 2503       | キリンホールディングス         |      |
| 2801       | キッコーマン                   |      |
| 2802       | 味の素                         |      |
| 2871       | ニチレイ                       |      |
| 2914       | 日本たばこ産業                 |      |

### 繊維（2銘柄）
| 証券コード | 銘柄 | 備考 |
| ---------- | ---- | ---- |
| 3401       | 帝人 |      |
| 3402       | 東レ |      |

### パルプ・紙（1銘柄）
| 証券コード | 銘柄                 | 備考 |
| ---------- | -------------------- | ---- |
| 3861       | 王子ホールディングス |      |

### 化学（16銘柄）
| 証券コード | 銘柄                         | 備考 |
| ---------- | ---------------------------- | ---- |
| 3405       | クラレ                       |      |
| 3407       | 旭化成                       |      |
| 4004       | レゾナック・ホールディングス |      |
| 4005       | 住友化学                     |      |
| 4021       | 日産化学                     |      |
| 4042       | 東ソー                       |      |
| 4043       | トクヤマ                     |      |
| 4061       | デンカ                       |      |
| 4063       | 信越化学工業                 |      |
| 4183       | 三井化学                     |      |
| 4188       | 三菱ケミカルホールディングス |      |
| 4208       | UBE                          |      |
| 4452       | 花王                         |      |
| 4901       | 富士フイルムホールディングス |      |
| 4911       | 資生堂                       |      |
| 6988       | 日東電工                     |      |

### 医薬品（9銘柄）
| 証券コード | 銘柄                 | 備考 |
| ---------- | -------------------- | ---- |
| 4151       | 協和キリン           |      |
| 4502       | 武田薬品工業         |      |
| 4503       | アステラス製薬       |      |
| 4506       | 住友ファーマ         |      |
| 4507       | 塩野義製薬           |      |
| 4519       | 中外製薬             |      |
| 4523       | エーザイ             |      |
| 4568       | 第一三共             |      |
| 4578       | 大塚ホールディングス |      |

### 石油（2銘柄）
| 証券コード | 銘柄                  | 備考 |
| ---------- | --------------------- | ---- |
| 5019       | 出光興産              |      |
| 5020       | ENEOSホールディングス |      |

### ゴム（2銘柄）
| 証券コード | 銘柄         | 備考 |
| ---------- | ------------ | ---- |
| 5101       | 横浜ゴム     |      |
| 5108       | ブリヂストン |      |

### 窯業（6銘柄）
| 証券コード | 銘柄           | 備考 |
| ---------- | -------------- | ---- |
| 5201       | AGC            |      |
| 5214       | 日本電気硝子   |      |
| 5233       | 太平洋セメント |      |
| 5301       | 東海カーボン   |      |
| 5332       | TOTO           |      |
| 5333       | 日本碍子       |      |

### 鉄鋼（3銘柄）
| 証券コード | 銘柄                | 備考 |
| ---------- | ------------------- | ---- |
| 5401       | 日本製鉄            |      |
| 5406       | 神戸製鋼所          |      |
| 5411       | JFEホールディングス |      |

### 非鉄・金属（8銘柄）
| 証券コード | 銘柄                 | 備考 |
| ---------- | -------------------- | ---- |
| 3436       | SUMCO                |      |
| 5706       | 三井金属鉱業         |      |
| 5711       | 三菱マテリアル       |      |
| 5713       | 住友金属鉱山         |      |
| 5714       | DOWAホールディングス |      |
| 5801       | 古河電気工業         |      |
| 5802       | 住友電気工業         |      |
| 5803       | フジクラ             |      |

### 機械（16銘柄）
| 証券コード | 銘柄           | 備考 |
| ---------- | -------------- | ---- |
| 5631       | 日本製鋼所     |      |
| 6103       | オークマ       |      |
| 6113       | アマダ         |      |
| 6273       | SMC            |      |
| 6301       | 小松製作所     |      |
| 6302       | 住友重機械工業 |      |
| 6305       | 日立建機       |      |
| 6326       | クボタ         |      |
| 6361       | 荏原製作所     |      |
| 6367       | ダイキン工業   |      |
| 6471       | 日本精工       |      |
| 6472       | NTN            |      |
| 6473       | ジェイテクト   |      |
| 7004       | カナデビア     |      |
| 7011       | 三菱重工業     |      |
| 7013       | IHI            |      |

### 電気機器（33銘柄）
| 証券コード | 銘柄                             | 備考 |
| ---------- | -------------------------------- | ---- |
| 6479       | ミネベアミツミ                   |      |
| 6501       | 日立製作所                       |      |
| 6503       | 三菱電機                         |      |
| 6504       | 富士電機                         |      |
| 6506       | 安川電機                         |      |
| 6526       | ソシオネクスト                   |      |
| 6594       | ニデック                         |      |
| 6645       | オムロン                         |      |
| 6674       | ジーエス・ユアサコーポレーション |      |
| 6701       | 日本電気                         |      |
| 6702       | 富士通                           |      |
| 6723       | ルネサスエレクトロニクス         |      |
| 6724       | セイコーエプソン                 |      |
| 6752       | パナソニックホールディングス     |      |
| 6753       | シャープ                         |      |
| 6758       | ソニーグループ                   |      |
| 6762       | TDK                              |      |
| 6770       | アルプスアルパイン               |      |
| 6841       | 横河電機                         |      |
| 6857       | アドバンテスト                   |      |
| 6861       | キーエンス                       |      |
| 6902       | デンソー                         |      |
| 6920       | レーザーテック                   |      |
| 6952       | カシオ計算機                     |      |
| 6954       | ファナック                       |      |
| 6963       | ローム                           |      |
| 6971       | 京セラ                           |      |
| 6976       | 太陽誘電                         |      |
| 6981       | 村田製作所                       |      |
| 7735       | SCREENホールディングス           |      |
| 7751       | キヤノン                         |      |
| 7752       | リコー                           |      |
| 8035       | 東京エレクトロン                 |      |

### 造船（1銘柄）
| 証券コード | 銘柄       | 備考 |
| ---------- | ---------- | ---- |
| 7012       | 川崎重工業 |      |

### 自動車（10銘柄）
| 証券コード | 銘柄           | 備考 |
| ---------- | -------------- | ---- |
| 7201       | 日産自動車     |      |
| 7202       | いすゞ自動車   |      |
| 7203       | トヨタ自動車   |      |
| 7205       | 日野自動車     |      |
| 7211       | 三菱自動車工業 |      |
| 7261       | マツダ         |      |
| 7267       | 本田技研工業   |      |
| 7269       | スズキ         |      |
| 7270       | SUBARU         |      |
| 7272       | ヤマハ発動機   |      |

### 精密機器（7銘柄）
| 証券コード | 銘柄           | 備考 |
| ---------- | -------------- | ---- |
| 4543       | テルモ         |      |
| 4902       | コニカミノルタ |      |
| 6146       | ディスコ       |      |
| 7731       | ニコン         |      |
| 7733       | オリンパス     |      |
| 7741       | HOYA           |      |
| 7762       | シチズン時計   |      |

### その他製造（4銘柄）
| 証券コード | 銘柄                           | 備考 |
| ---------- | ------------------------------ | ---- |
| 7832       | バンダイナムコホールディングス |      |
| 7911       | TOPPANホールディングス         |      |
| 7912       | 大日本印刷                     |      |
| 7951       | ヤマハ                         |      |

### 水産（1銘柄）
| 証券コード | 銘柄     | 備考 |
| ---------- | -------- | ---- |
| 1332       | ニッスイ |      |

### 鉱業（1銘柄）
| 証券コード | 銘柄  | 備考 |
| ---------- | ----- | ---- |
| 1605       | INPEX |      |

### 建設（9銘柄）
| 証券コード | 銘柄                     | 備考 |
| ---------- | ------------------------ | ---- |
| 1721       | コムシスホールディングス |      |
| 1801       | 大成建設                 |      |
| 1802       | 大林組                   |      |
| 1803       | 清水建設                 |      |
| 1808       | 長谷工コーポレーション   |      |
| 1812       | 鹿島建設                 |      |
| 1925       | 大和ハウス工業           |      |
| 1928       | 積水ハウス               |      |
| 1963       | 日揮ホールディングス     |      |

### 商社（7銘柄）
| 証券コード | 銘柄       | 備考 |
| ---------- | ---------- | ---- |
| 2768       | 双日       |      |
| 8001       | 伊藤忠商事 |      |
| 8002       | 丸紅       |      |
| 8015       | 豊田通商   |      |
| 8031       | 三井物産   |      |
| 8053       | 住友商事   |      |
| 8058       | 三菱商事   |      |

### 小売業（10銘柄）
| 証券コード | 銘柄                          | 備考 |
| ---------- | ----------------------------- | ---- |
| 3086       | J.フロント リテイリング       |      |
| 3092       | ZOZO                          |      |
| 3099       | 三越伊勢丹ホールディングス    |      |
| 3382       | セブン&アイ・ホールディングス |      |
| 7453       | 良品計画                      |      |
| 8233       | 髙島屋                        |      |
| 8252       | 丸井グループ                  |      |
| 8267       | イオン                        |      |
| 9843       | ニトリホールディングス        |      |
| 9983       | ファーストリテイリング        |      |

### 銀行（10銘柄）
| 証券コード | 銘柄                                   | 備考 |
| ---------- | -------------------------------------- | ---- |
| 5831       | しずおかフィナンシャルグループ         |      |
| 7186       | コンコルディア・フィナンシャルグループ |      |
| 8304       | あおぞら銀行                           |      |
| 8306       | 三菱UFJフィナンシャル・グループ        |      |
| 8308       | りそなホールディングス                 |      |
| 8309       | 三井住友トラスト・ホールディングス     |      |
| 8316       | 三井住友フィナンシャルグループ         |      |
| 8331       | 千葉銀行                               |      |
| 8354       | ふくおかフィナンシャルグループ         |      |
| 8411       | みずほフィナンシャルグループ           |      |

### 証券（2銘柄）
| 証券コード | 銘柄                 | 備考 |
| ---------- | -------------------- | ---- |
| 8601       | 大和証券グループ本社 |      |
| 8604       | 野村ホールディングス |      |

### 保険（5銘柄）
| 証券コード | 銘柄                                          | 備考 |
| ---------- | --------------------------------------------- | ---- |
| 8630       | SOMPOホールディングス                         |      |
| 8725       | MS&ADインシュアランスグループホールディングス |      |
| 8750       | 第一生命ホールディングス                      |      |
| 8766       | 東京海上ホールディングス                      |      |
| 8795       | T&Dホールディングス                           |      |

### その他金融（3銘柄）
| 証券コード | 銘柄               | 備考 |
| ---------- | ------------------ | ---- |
| 8253       | クレディセゾン     |      |
| 8591       | オリックス         |      |
| 8697       | 日本取引所グループ |      |

### 不動産（5銘柄）
| 証券コード | 銘柄                       | 備考 |
| ---------- | -------------------------- | ---- |
| 3289       | 東急不動産ホールディングス |      |
| 8801       | 三井不動産                 |      |
| 8802       | 三菱地所                   |      |
| 8804       | 東京建物                   |      |
| 8830       | 住友不動産                 |      |

### 鉄道・バス（8銘柄）
| 証券コード | 銘柄           | 備考 |
| ---------- | -------------- | ---- |
| 9001       | 東武鉄道       |      |
| 9005       | 東急           |      |
| 9007       | 小田急電鉄     |      |
| 9008       | 京王電鉄       |      |
| 9009       | 京成電鉄       |      |
| 9020       | 東日本旅客鉄道 |      |
| 9021       | 西日本旅客鉄道 |      |
| 9022       | 東海旅客鉄道   |      |

### 陸運（2銘柄）
| 証券コード | 銘柄                           | 備考 |
| ---------- | ------------------------------ | ---- |
| 9064       | ヤマトホールディングス         |      |
| 9147       | NIPPON EXPRESSホールディングス |      |

### 海運（3銘柄）
| 証券コード | 銘柄     | 備考 |
| ---------- | -------- | ---- |
| 9101       | 日本郵船 |      |
| 9104       | 商船三井 |      |
| 9107       | 川崎汽船 |      |

### 空運（2銘柄）
| 証券コード | 銘柄                | 備考 |
| ---------- | ------------------- | ---- |
| 9201       | 日本航空            |      |
| 9202       | ANAホールディングス |      |

### 通信（4銘柄）
| 証券コード | 銘柄                 | 備考 |
| ---------- | -------------------- | ---- |
| 9432       | NTT                  |      |
| 9433       | KDDI                 |      |
| 9434       | ソフトバンク         |      |
| 9984       | ソフトバンクグループ |      |

### 電力（3銘柄）
| 証券コード | 銘柄                     | 備考 |
| ---------- | ------------------------ | ---- |
| 9501       | 東京電力ホールディングス |      |
| 9502       | 中部電力                 |      |
| 9503       | 関西電力                 |      |

### ガス（2銘柄）
| 証券コード | 銘柄     | 備考 |
| ---------- | -------- | ---- |
| 9531       | 東京ガス |      |
| 9532       | 大阪ガス |      |

### サービス（18銘柄）
| 証券コード | 銘柄                       | 備考 |
| ---------- | -------------------------- | ---- |
| 2413       | エムスリー                 |      |
| 2432       | ディー・エヌ・エー         |      |
| 3659       | ネクソン                   |      |
| 4307       | 野村総合研究所             |      |
| 4324       | 電通グループ               |      |
| 4385       | メルカリ                   |      |
| 4661       | オリエンタルランド         |      |
| 4689       | LINEヤフー                 |      |
| 4704       | トレンドマイクロ           |      |
| 4751       | サイバーエージェント       |      |
| 4755       | 楽天                       |      |
| 6098       | リクルートホールディングス |      |
| 6178       | 日本郵政                   |      |
| 6532       | ベイカレント               |      |
| 7974       | 任天堂                     |      |
| 9602       | 東宝                       |      |
| 9735       | セコム                     |      |
| 9766       | コナミグループ             |      |

## 各種記録
日経平均アーカイブを参考にした部分がある。

### 日次の推移
| 年月日         | 前日終値（円） | 当日終値（円） | 上昇率（%） |
| -------------- | -------------- | -------------- | ----------- |
| 2008年10月14日 | 8,276.43       | 9,447.57       | +14.15      |
| 1990年10月02日 | 20,221.86      | 22,898.41      | +13.24      |
| 1949年12月15日 | 98.50          | 109.62         | +11.29      |
| 2024年08月06日 | 31,458.42      | 34,675.46      | +10.23      |
| 2008年10月30日 | 8,211.90       | 9,029.76       | +9.96       |
| 1987年10月21日 | 21,910.08      | 23,947.40      | +9.30       |
| 2025年04月10日 | 31,714.03      | 34,609.00      | +9.13       |
| 2020年03月25日 | 18,092.35      | 19,546.63      | +8.04       |
| 1997年11月17日 | 15,082.52      | 16,283.32      | +7.96       |
| 1994年01月31日 | 18,757.88      | 20,229.12      | +7.84       |

| 年月日         | 前日終値（円） | 当日終値（円） | 下落率（％） |
| -------------- | -------------- | -------------- | ------------ |
| 1987年10月20日 | 25,746.56      | 21,910.08      | -14.90       |
| 2024年08月05日 | 35,909.70      | 31,458.42      | -12.40       |
| 2008年10月16日 | 9,547.47       | 8,458.45       | -11.41       |
| 2011年03月15日 | 9,620.49       | 8,605.15       | -10.55       |
| 1953年03月05日 | 378.24         | 340.41         | -10.00       |
| 2008年10月10日 | 9,157.49       | 8,276.43       | -9.62        |
| 2008年10月24日 | 8,460.98       | 7,649.08       | -9.60        |
| 2008年10月08日 | 10,155.90      | 9,203.32       | -9.38        |
| 1970年04月30日 | 2,315.43       | 2,114.32       | -8.69        |
| 2016年06月24日 | 16,238.35      | 14,952.02      | -7.92        |

### 年次の推移
2024年末現在。
| 年     | 前年大納会 終値（円） | 当年大納会 終値（円） | 騰落率 （％） |
| ------ | --------------------- | --------------------- | ------------- |
| 1950年 | 109.91                | 101.91                | -7.28         |
| 1951年 | 101.91                | 166.06                | +62.95        |
| 1952年 | 166.06                | 362.64                | +118.38       |
| 1953年 | 362.64                | 377.95                | +4.22         |
| 1954年 | 377.95                | 356.09                | -5.78         |
| 1955年 | 356.09                | 425.69                | +19.55        |
| 1956年 | 425.69                | 549.14                | +29.00        |
| 1957年 | 549.14                | 474.55                | -13.58        |
| 1958年 | 474.55                | 666.54                | +40.46        |
| 1959年 | 666.54                | 874.88                | +31.26        |
| 1960年 | 874.88                | 1,356.71              | +55.07        |
| 1961年 | 1,356.71              | 1,432.60              | +5.59         |
| 1962年 | 1,432.60              | 1,420.43              | -0.85         |
| 1963年 | 1,420.43              | 1,225.10              | -13.75        |
| 1964年 | 1,225.10              | 1,216.55              | -0.70         |
| 1965年 | 1,216.55              | 1,417.83              | +16.55        |
| 1966年 | 1,417.83              | 1,452.10              | +2.42         |
| 1967年 | 1,452.10              | 1,283.47              | -11.61        |
| 1968年 | 1,283.47              | 1,714.89              | +33.61        |
| 1969年 | 1,714.89              | 2,358.96              | +37.56        |
| 1970年 | 2,358.96              | 1,918.14              | -18.69        |
| 1971年 | 1,918.14              | 2,713.74              | +41.48        |
| 1972年 | 2,713.74              | 5,207.94              | +91.91        |
| 1973年 | 5,207.94              | 4,306.80              | -17.30        |
| 1974年 | 4,306.80              | 3,817.22              | -11.37        |
| 1975年 | 3,817.22              | 4,358.60              | +14.18        |
| 1976年 | 4,358.60              | 4,990.85              | +14.51        |
| 1977年 | 4,990.85              | 4,865.60              | -2.51         |
| 1978年 | 4,865.60              | 6,001.85              | +23.35        |
| 1979年 | 6,001.85              | 6,569.47              | +9.46         |
| 1980年 | 6,569.47              | 7,116.38              | +8.33         |
| 1981年 | 7,116.38              | 7,681.84              | +7.95         |
| 1982年 | 7,681.84              | 8,016.67              | +4.36         |
| 1983年 | 8,016.67              | 9,893.82              | +23.42        |
| 1984年 | 9,893.82              | 11,542.60             | +16.66        |
| 1985年 | 11,542.60             | 13,113.32             | +13.61        |
| 1986年 | 13,113.32             | 18,701.30             | +42.61        |
| 1987年 | 18,701.30             | 21,564.00             | +15.31        |
| 1988年 | 21,564.00             | 30,159.00             | +39.86        |
| 1989年 | 30,159.00             | 38,915.87             | +29.04        |
| 1990年 | 38,915.87             | 23,848.71             | -38.72        |
| 1991年 | 23,848.71             | 22,983.77             | -3.63         |
| 1992年 | 22,983.77             | 16,924.95             | -26.36        |
| 1993年 | 16,924.95             | 17,417.24             | +2.91         |
| 1994年 | 17,417.24             | 19,723.06             | +13.24        |
| 1995年 | 19,723.06             | 19,868.15             | +0.74         |
| 1996年 | 19,868.15             | 19,361.35             | -2.55         |
| 1997年 | 19,361.35             | 15,258.74             | -21.19        |
| 1998年 | 15,258.74             | 13,842.17             | -9.28         |
| 1999年 | 13,842.17             | 18,934.34             | +36.79        |
| 2000年 | 18,934.34             | 13,785.69             | -27.19        |
| 2001年 | 13,785.69             | 10,542.62             | -23.52        |
| 2002年 | 10,542.62             | 8,578.95              | -18.63        |
| 2003年 | 8,578.95              | 10,676.64             | +24.45        |
| 2004年 | 10,676.64             | 11,488.76             | +7.61         |
| 2005年 | 11,488.76             | 16,111.43             | +40.24        |
| 2006年 | 16,111.43             | 17,225.83             | +6.92         |
| 2007年 | 17,225.83             | 15,307.78             | -11.13        |
| 2008年 | 15,307.78             | 8,859.56              | -42.12        |
| 2009年 | 8,859.56              | 10,546.44             | +19.04        |
| 2010年 | 10,546.44             | 10,222.92             | -3.01         |
| 2011年 | 10,228.92             | 8,455.35              | -17.34        |
| 2012年 | 8,455.35              | 10,395.18             | +22.94        |
| 2013年 | 10,395.18             | 16,291.31             | +56.72        |
| 2014年 | 16,291.31             | 17,450.77             | +7.12         |
| 2015年 | 17,450.77             | 19,033.71             | +9.07         |
| 2016年 | 19,033.71             | 19,114.37             | +0.42         |
| 2017年 | 19,114.37             | 22,764.94             | +19.10        |
| 2018年 | 22,764.94             | 20,014.77             | -12.08        |
| 2019年 | 20,014.77             | 23,656.62             | +18.20        |
| 2020年 | 23,656.62             | 27,444.17             | +16.01        |
| 2021年 | 27,444.17             | 28,791.71             | +4.91         |
| 2022年 | 28,791.71             | 26,094.50             | -9.37         |
| 2023年 | 26,094.50             | 33,464.17             | +28.24        |
| 2024年 | 33,464.17             | 39,894.54             | +19.22        |

| 年     | 大発会始値（円） | 年間最高値（円） | 年間最安値（円） | 大納会終値（円） |
| ------ | ---------------- | ---------------- | ---------------- | ---------------- |
| 1986年 | 13,130.37        | 18,996.12        | 12,871.89        | 18,701.30        |
| 1987年 | 18,702.64        | 26,646.81        | 18,525.86        | 21,564.00        |
| 1988年 | 21,551.20        | 30,264.36        | 21,148.26        | 30,159.00        |
| 1989年 | 30,165.52        | 38,957.44        | 30,082.81        | 38,915.87        |
| 1990年 | 38,921.65        | 38,950.77        | 19,781.70        | 23,848.71        |
| 1991年 | 23,827.48        | 27,270.33        | 21,123.90        | 22,983.77        |
| 1992年 | 23,030.66        | 23,901.89        | 14,194.40        | 16,924.95        |
| 1993年 | 16,980.23        | 21,281.03        | 15,671.97        | 17,417.24        |
| 1994年 | 17,421.64        | 21,573.21        | 17,242.32        | 19,723.06        |
| 1995年 | 19,724.76        | 20,023.52        | 14,295.90        | 19,868.15        |
| 1996年 | 19,945.68        | 22,750.70        | 18,819.92        | 19,361.35        |
| 1997年 | 19,364.24        | 20,910.79        | 14,488.21        | 15,258.74        |
| 1998年 | 15,268.93        | 17,352.95        | 12,787.90        | 13,842.17        |
| 1999年 | 13,779.05        | 19,036.08        | 13,122.61        | 18,934.34        |
| 2000年 | 18,937.45        | 20,833.21        | 13,182.51        | 13,785.69        |
| 2001年 | 13,898.09        | 14,556.11        | 9,382.95         | 10,542.62        |
| 2002年 | 10,631.00        | 12,081.43        | 8,197.22         | 8,578.95         |
| 2003年 | 8,669.89         | 11,238.63        | 7,603.76         | 10,676.64        |
| 2004年 | 10,787.83        | 12,195.66        | 10,299.43        | 11,488.76        |
| 2005年 | 11,458.27        | 16,445.56        | 10,770.58        | 16,111.43        |
| 2006年 | 16,294.65        | 17,563.37        | 14,045.53        | 17,225.83        |
| 2007年 | 17,322.50        | 18,300.39        | 14,669.85        | 15,307.78        |
| 2008年 | 15,155.73        | 15,156.66        | 6,994.90         | 8,859.56         |
| 2009年 | 8,991.21         | 10,767.00        | 7,021.28         | 10,546.44        |
| 2010年 | 10,654.79        | 11,339.30        | 8,824.06         | 10,228.92        |
| 2011年 | 10,398.10        | 10,857.53        | 8,160.01         | 8,455.35         |
| 2012年 | 8,560.11         | 10,395.18        | 8,295.63         | 10,395.18        |
| 2013年 | 10,688.11        | 16,320.22        | 10,398.61        | 16,291.31        |
| 2014年 | 16,147.54        | 18,030.83        | 13,885.11        | 17,450.77        |
| 2015年 | 17,325.68        | 20,952.71        | 16,592.57        | 19,033.71        |
| 2016年 | 18,818.58        | 19,592.90        | 14,864.01        | 19,114.37        |
| 2017年 | 19,298.68        | 23,382.15        | 18,224.68        | 22,764.94        |
| 2018年 | 23,506.33        | 24,270.62        | 19,155.74        | 20,014.77        |
| 2019年 | 19,561.96        | 24,066.12        | 19,561.96        | 23,656.62        |
| 2020年 | 23,204.86        | 27,602.52        | 16,358.19        | 27,444.17        |
| 2021年 | 27,258.38        | 30,795.78        | 26,954.81        | 28,791.71        |
| 2022年 | 29,301.79        | 29,388.16        | 24,681.74        | 26,094.50        |
| 2023年 | 25,716.86        | 33,853.46        | 25,661.89        | 33,464.17        |

| 項目              | 該当年・解説                                                                                    |
| ----------------- | ----------------------------------------------------------------------------------------------- |
| 1年の最大の上昇率 | 1952年 +118.38% 大発会終値166.06円 大納会終値362.34円 (+196.28円)。戦後初の株式ブームによる。   |
| 1年の最大の下落率 | 2008年 -42.1% 大発会終値15,155.73円 大納会終値8,859.56円 (-6296.17円)。リーマンショックのため。 |

### その他の記録
| 項目                                         | 解説 |
| -------------------------------------------- | --- |
| 連騰日数                                     | - 2017年10月2日 - 2017年10月24日 (16営業日) 20,400.51円 - 21,805.17円。2017年10月20日日経平均株価は21,457.64円であり56年9か月ぶりに戦後最長に並んだ。そして2017年10月23日には前日の第48回衆議院議員総選挙で与党が大勝したことによる好感触を受け日経平均株価は21,696.65円を記録し戦後最長を更新する15営業日連騰となった。 |
| 続落日数                                     | - 1954年4月28日 - 1954年5月18日 (15営業日) 351.67円 - 323.92円 (-7.89%)。日本では朝鮮特需の終結による反動不況が続いていた時期である。 |
| 史上最安値                                   | - 1950年7月6日 終値 85.25円。ドッジ・ライン及び朝鮮戦争緒戦における北朝鮮軍の快進撃の影響。 |
| バブル崩壊前最高値                           | 1989年12月29日 09:04 最高値 38,957.44円。 1989年12月29日 終値 38,915.87円。 |
| バブル崩壊後最安値                           | - 2008年10月28日 10:17 最安値 6,994.90円 - 2009年3月10日 終値 7,054.98円。リーマン・ショックによる。 |
| 史上最高値                                   | - 2025年8月13日 13:38 4万3451円46銭 - 2025年8月13日 終値 4万3274円67銭 |
| 証券取引法に基づく証券取引所開所による初立会 | - 1949年5月16日 終値 176.21円 |

## ETF・投資信託・先物
| 銘柄                                  | レバレッジ | 年率   |
| ------------------------------------- | ---------- | ------ |
| NEXT FUNDS 日経225連動型上場投信      | 1倍        | 10.02% |
| NEXT FUNDS 日経平均レバレッジ上場投信 | 2倍        | 14.61% |
| 楽天日本株トリプル・ブル              | 3倍        | 15.34% |
| 2024年11月末現在。円建て、配当込み。  |            |        |

日経平均株価に連動するETFとしては下記のものが東京証券取引所に上場している。
- ダイワ上場投信－日経225（1320）[39]
- NEXT FUNDS 日経225連動型上場投信（1321）[40]
- iシェアーズ・コア 日経225 ETF（1329）[41]
- 上場インデックスファンド225（1330）[42]
- MAXIS 日経225上場投信（1346）[43]
- One ETF 日経225（1369）[44]
- SMDAM 日経225上場投信（1397）[45]
- 上場インデックスファンド日経225（ミニ）（1578）[46] - 取引単位が他の10分の1。
- NZAM 上場投信 日経225（2525）[47]
- iFreeETF 日経225（年4回決算型）（2624）[48] - 配当が年1回ではなく年4回

レバレッジ型・インバース型のETFとしては下記のものが東京証券取引所に上場している。これらは2012年4月から上場し始めた。
- 野村アセットマネジメント
  - NEXT FUNDS 日経平均レバレッジ・インデックス連動型上場投信（1570）（2倍）[51]
  - NEXT FUNDS 日経平均インバース・インデックス連動型上場投信（1571）（-1倍）[52]
  - NEXT FUNDS 日経平均ダブルインバース・インデックス連動型上場投信（1357）（-2倍）[53]
- 日興アセットマネジメント
  - 上場インデックスファンド日経レバレッジ指数（1358）（2倍）[54]
- 大和アセットマネジメント
  - ダイワ上場投信－日経平均レバレッジ・インデックス（1365）（2倍）[55]
  - ダイワ上場投信－日経平均インバース・インデックス（1456）（-1倍）[56]
  - ダイワ上場投信－日経平均ダブルインバース・インデックス（1366）（-2倍）[57]
- 楽天投信投資顧問
  - 楽天ETF-日経レバレッジ指数連動型（1458）（2倍）[58]
  - 楽天ETF-日経ダブルインバース指数連動型（1459）（-2倍）[59]
- シンプレクス・アセット・マネジメント
  - 日経平均ブル2倍上場投信（1579）（2倍）[60]
  - 日経平均ベア上場投信（1580）（-1倍）[61]
  - 日経平均ベア2倍上場投信（1360）（-2倍）[62]

日本の投資信託としては下記がある。下記以外にも多数ある。
- 三菱UFJ国際投信
  - eMAXIS Slim 国内株式（日経平均）[63]
  - eMAXIS 日経225インデックス[64]
  - インデックスファンド225[65]
  - 三菱UFJ インデックス225オープン[66]
  - つみたて日本株式（日経平均）[67]
  - 夢楽章 日経平均オープン[68]
- 野村アセットマネジメント
  - Funds-i 野村インデックスファンド・日経225[69]
  - 株式インデックス225[70]
  - 積立て株式ファンド[71]
- ニッセイアセットマネジメント
  - ニッセイ日経225インデックスファンド[72]
  - ＜購入・換金手数料なし＞ニッセイ日経平均インデックスファンド[73]
- 日興アセットマネジメント
  - インデックスファンド225[74]
  - インデックスファンド225（日本株式）[75]
- 大和アセットマネジメント
  - 大和 ストックインデックス225ファンド[76]
  - ストックインデックスファンド225[77]
  - ダイワ・ノーロード 日経225ファンド[78]
  - D-I's 日経225インデックス[79]
  - iFree 日経225インデックス[80]
- 農林中金全共連アセットマネジメント
  - 農中日経225オープン[81]
  - 農林中金＜パートナーズ＞つみたてNISA日本株式 日経225[82]
- PayPay投信 日経225インデックス[83]

日本のレバレッジ型やインバース型の投資信託としては下記がある。
- 楽天投信投資顧問
  - 楽天日本株トリプル・ブル（3倍）[84]
  - 楽天日本株トリプル・ベアⅣ（-3倍）[85]
  - 楽天日本株4.3倍ブル（4.3倍）[86]
  - 楽天日本株3.8倍ベア（-3.8倍）[87]
- SBIアセットマネジメント
  - SBI 日本株4.3ブル（4.3倍）[88]
  - SBI 日本株3.7ベアⅢ（-3.7倍）[89]
  - SBI 日本株3.8ベア（-3.8倍）[90]

先物は下記に上場している。詳細は日経225先物取引を参照。
- 大阪取引所
  - 日経225先物 - 取引単位は指数の数値×1,000円。呼値の単位は10ポイント[91]。
  - 日経225mini - 取引単位は指数の数値×100円。呼値の単位は5ポイント[92]。
- シカゴ・マーカンタイル取引所
  - Nikkei/USD - 取引単位は指数の数値×$5。呼値の単位は5ポイント[93]。
  - Nikkei/Yen - 取引単位は指数の数値×500円。呼値の単位は5ポイント[94]。
- シンガポール証券取引所
  - SGX Nikkei 225 Index - 取引単位は指数の数値×500円。呼値の単位は5ポイント[95]。
  - SGX Mini Nikkei 225 Index - 取引単位は指数の数値×100円。呼値の単位は1ポイント[96]。
  - SGX USD Nikkei 225 Index - 取引単位は指数の数値×$5。呼値の単位は5ポイント[97]。

日本の取引所CFDのくりっく株365に上場している。
- 日経225リセット付証拠金取引 - 取引単位は指数の数値×100円。呼値の単位は1ポイント[98]。

店頭CFDとして取り扱っている証券会社もある。